# St. Stephan BE
| BE ist das Kürzel für den Kanton Bern in der Schweiz. Es wird verwendet, um Verwechslungen mit anderen Einträgen des Namens Sankt Stephan zu vermeiden. |

St. Stephan (berndeutsche Aussprache sɑŋkxt ˈʃtɛfːə) ist eine politische Gemeinde im Verwaltungskreis Obersimmental-Saanen des Kantons Bern in der Schweiz.

## Geographie
St. Stephan liegt im Berner Oberland im Obersimmental zwischen Zweisimmen und der Lenk. Die Gemeinde erstreckt sich bis zum Albristhorn (2762 m ü. M.). Die Nachbargemeinden von Norden beginnend im Uhrzeigersinn sind Zweisimmen, Diemtigen, Adelboden, Lenk und Saanen.
Die Gemeinde besteht aus den Bäuerten Ried, Häusern, Grodey, Matten, Fermel, Obersteg und Zu Hähligen. Einen Ort namens St. Stephan gibt es nicht.

## Politik
St. Stephan ist eine Einwohnergemeinde ohne Bürgergemeinde. Daneben existiert eine evangelisch-reformierte Kirchgemeinde. Gemeindepräsident der Einwohnergemeinde ist seit 1. Januar 2024 Patrick Aegerter (SVP).
Bei den Nationalratswahlen 2023 betrugen die Wähleranteile in St. Stephan (in Klammern die Veränderung im Vergleich zu den Wahlen 2019 in Prozentpunkten): SVP 53,03 % (−11,10), EDU 21,57 % (+10,69), SP 6,06 % (+2,64), Mitte 5,82 % (+0,91), glp 4,70 % (+0,97), FDP 3,16 % (−1,24), Grüne 2,67 % (−1,23), EVP 1,74 % (+0,93), SD 0,03 % (+0,02).

## Name
Der Name der Gemeinde geht auf den Heiligen Stefan, Patron der Kirche der Gemeinde, zurück. Die Legende sagt, ein Soldat der thebäischen Legion namens Stephanus habe sich im Albristgraben oberhalb des Färmeltals versteckt und dort als Einsiedler gelebt.

## Flugfeld

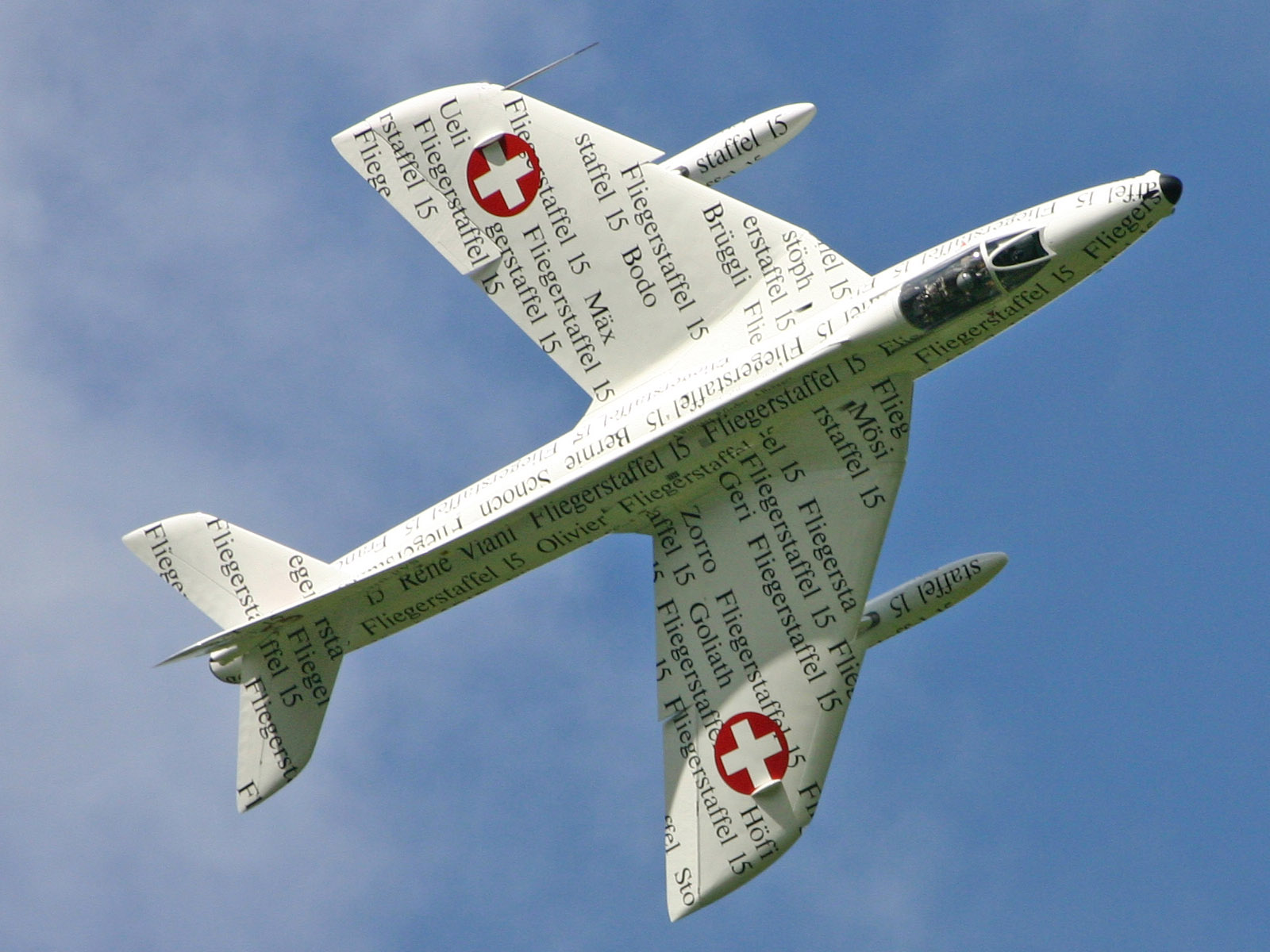
Papyrus Hunter

Im Talboden steht der ehemalige Flugplatz St. Stephan mit Hartbelag. Ein Unterhaltsbetrieb kümmert sich um die Wartung von Privatflugzeugen. Erbaut wurde das Flugfeld für die Schweizer Luftwaffe, heute wird es vor allem zivil genutzt. Unter anderem durch einen privaten Hunter-Verein, welcher eine Hawker Hunter der ehemaligen Fliegerstaffel 15 besitzt, die zu einem Papyrus-Hunter umgestaltet wurde.
Auf dem Flugfeld findet seit 2000 ein Hunterfest statt.

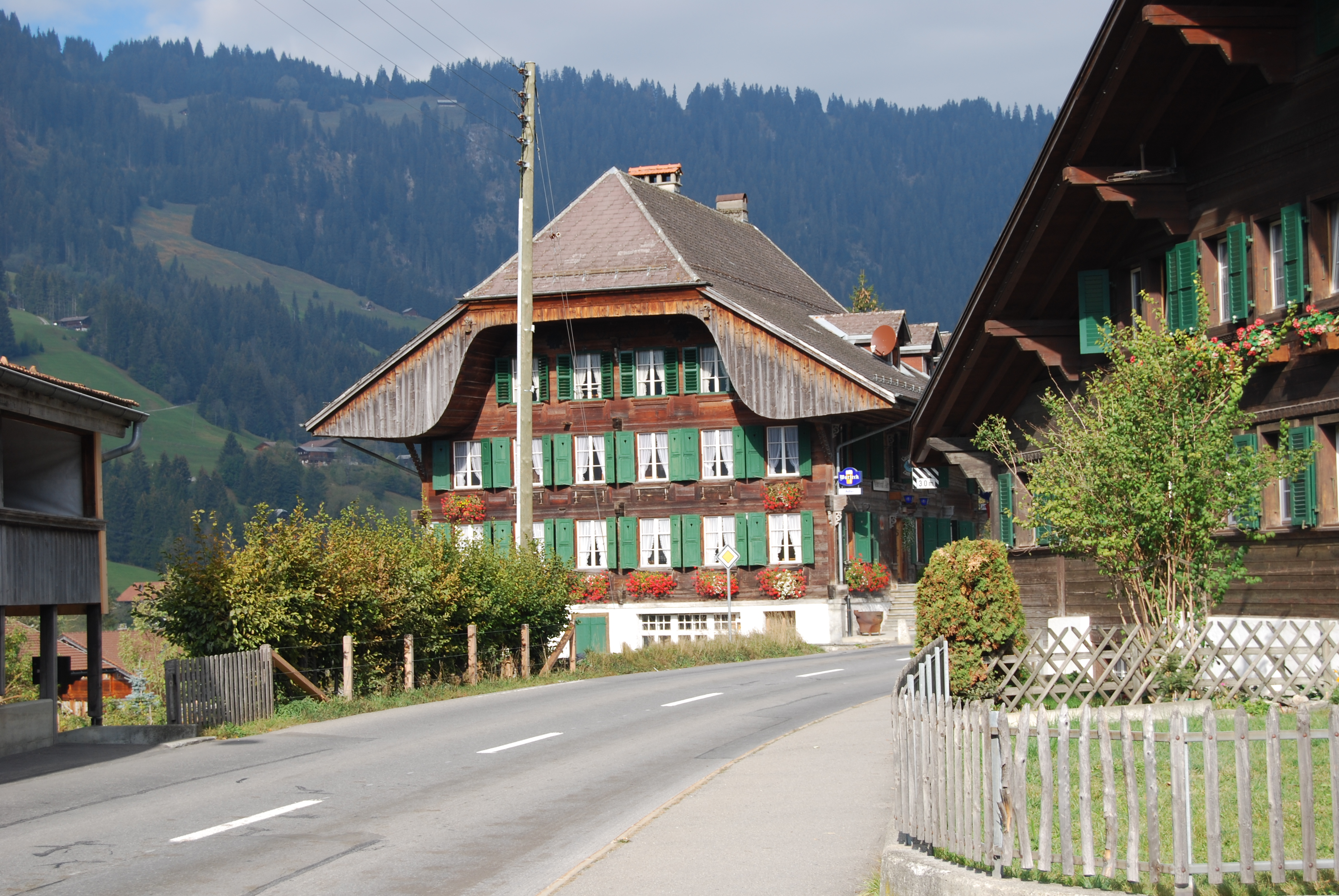
Traditionelles Wohnhaus in St. Stephan

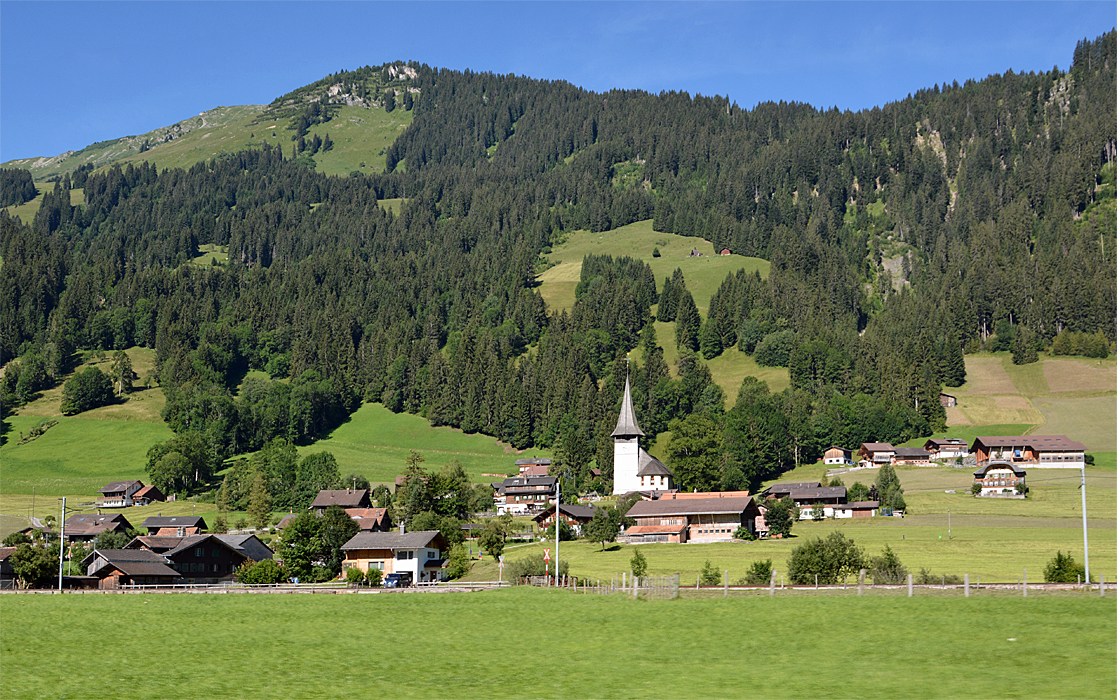
Der Weiler Ried mit Kirche

## Persönlichkeiten
- Jakob Imobersteg (1825–1879), evangelischer Geistlicher, Heimatforscher und Dialektologe
- Anton Griessen (1867–1925), Anhänger der Antonianer, Fachhistoriker und Biograph
- Peter Bratschi (1886–1975), Politiker, Hörspielautor und Mundartdichter